# Linux Professional Institute
Het Linux Professional Institute (LPI) is een stichting die voorziet in onafhankelijke certificeringen voor Linux-systeembeheerders en -programmeurs.
Het instituut werd opgericht in 1999 door Chuck Mead en Dan York en is gevestigd in de Verenigde Staten. In Nederland en Vlaanderen is de stichting LPI Nederland verantwoordelijk voor de representatie van LPI.
LPI-certificeringen zijn er op vier niveaus:
- Linux Essentials is de instapcertificering. Dit certificaat wordt behaald na een voldoende resultaat voor één examen.
- Level 1 is voor junior administrators en geeft aan dat de houder beschikt over basiskennis van Linuxinstallaties en met een command-line-interface kan werken.
- Level 2 is voor intermediate administrators die moeilijkere problemen kunnen oplossen en installaties met netwerkservices als e-mail en het web kunnen beheren.
- Level 3 is voor enterprise-level administrators en bestaat uit drie verschillende specialisatie-examens: 'mixed environment', 'security' en 'high availability and virtualisation'.

De examens kunnen wereldwijd worden afgelegd en worden gefaciliteerd door Pearson VUE of LPI zelf.